# Čekanice (Blatná)
Čekanice jsou vesnice, část města Blatná v okrese Strakonice v Jihočeském kraji. Nachází se asi 5,5 kilometru jižně od Blatné. Čekanice jsou také název katastrálního území o rozloze 5,71 km².

## Historie
První písemná zmínka o vesnici pochází z roku 1274.

## Obyvatelstvo
| Rok            | 1869 | 1880 | 1890 | 1900 | 1910 | 1921 | 1930 | 1950 | 1961 | 1970 | 1980 | 1991 | 2001 | 2011 | 2021 |
| -------------- | ---- | ---- | ---- | ---- | ---- | ---- | ---- | ---- | ---- | ---- | ---- | ---- | ---- | ---- | ---- |
| Počet obyvatel | 529  | 429  | 402  | 446  | 366  | 359  | 283  | 190  | 176  | 144  | 195  | 223  | 72   | 77   | 80   |
| Počet domů     | 48   | 50   | 54   | 60   | 61   | 63   | 63   | 59   | 48   | 44   | 37   | 57   | 61   | 62   | 65   |

## Obecní správa
Při sčítání lidu v letech 1850–1976 Čekanice byly samostatnou obcí, se kterým patřily nejprve do okresu Blatná, ale od roku 1960 v okrese Strakonice. Od 1. dubna 1976 jsou částí města Blatná v okrese Strakonice. V letech 1850–1879 a v letech 1961–1976 k obci patřily Milčice a v letech 1850–1907 také Lažany.

## Pamětihodnosti
- Zámek - původně renesanční zámek byl přestavěn roku 1786 klasicistně, při něm kaple z roku 1884.
- Hrobka Enisů z Lažan - leží na samotě Chvalov západně od vsi.
- Nedaleko od Čekanic, směrem k Blatné, se nachází Kaple Panny Marie

## Osobnosti
- Miroslav Stránecký (1869–1908), právník, podnikatel a poslanec zemského sněmu[8][9][10]
- Josef Velenovský (1858–1949), český botanik, mykolog, filosof a profesor Univerzity Karlovy